# فرتینگ
فرتینگ (به انگلیسی: Frating) یک روستا و محله مدنی در بریتانیا است که در تندرینگ واقع شده‌است. فرتینگ ۵۳۷ نفر جمعیت دارد.